# Xiaoguan (köpinghuvudort i Kina, Shandong Sheng, lat 36,98, long 121,87)
Xiaoguan (kinesiska: 小观, 小观镇) är en köpinghuvudort i Kina. Den ligger i provinsen Shandong, i den östra delen av landet, omkring 440 kilometer öster om provinshuvudstaden Jinan. Antalet invånare är 36 706. Befolkningen består av 17 187 kvinnor och 19 519 män. Barn under 15 år utgör 6,0 %, vuxna 15-64 år 75 %, och äldre över 65 år 17,0 %.
Närmaste större samhälle är Gejia, 19,7 km norr om Xiaoguan. Trakten runt Xiaoguan består i huvudsak av gräsmarker.
Genomsnittlig årsnederbörd är 743 millimeter. Den regnigaste månaden är juli, med i genomsnitt 206 mm nederbörd, och den torraste är februari, med 13 mm nederbörd.